# Heliodoxa gularis
El brillante gorgirrosado (en Ecuador) (Heliodoxa gularis), también denominado brillante gorjirrosado, brillante de garganta rosada (en Perú), colibrí de garganta rosada  o diamante de Napo (en Colombia), es una especie de ave apodiforme de la familia Trochilidae —los colibríes— perteneciente al género Heliodoxa. Es nativo del noroeste de América del Sur.

## Distribución y hábitat
Se distribuye por las estribaciones andinas orientales del sur de Colombia (Cauca y Putumayo) y del noreste de Ecuador (oeste de Sucumbíos y oeste de Napo); existen registros en el noreste de Perú (Loreto, Amazonas y norte de San Martín).
Esta especie es considerada generalmente rara en sus hábitats naturales: las selvas húmedas y sus bordes, en altitudes entre 250 y 1050 m, aunque la mayoría de los registros son de las zonas más altas dentro de este rango altitudinal.

## Estado de conservación
El brillante gorgirrosado había sido calificado como «vulnerable» por la Unión Internacional para la Conservación de la Naturaleza (IUCN) hasta el año 2022, debido a que su pequeña zona de distribución y su población, todavía no cuantificada, se presumían estar en decadencia como resultado de la continua pérdida de hábitat. Sin embargo, en ese año fue re-calificada como «preocupación menor». Se conoce muy poco de la ecología de la especie.

## Descripción
Mide en promedio 11,4 cm de longitud. Plumaje principalmente verde brillante, con una franja resplandeciente en la corona; presenta un característico parche violeta resplandeciente en la garganta; tiene mechones blancos sobre las patas y cola larga color verde bronceado con puntas blancas, bifurcada. El pico es casi recto.

## Sistemática

### Descripción original
La especie H. gularis fue descrita por primera vez por el ornitólogo británico John Gould en 1860 bajo el nombre científico Aphantochroa gularis; su localidad tipo es: «Río Napo, Ecuador».

### Etimología
El nombre genérico femenino «Heliodoxa» se compone de las palabras del griego «hēlios» que significa ‘sol’, y «doxa» que significa ‘gloria’, ‘magnificencia’; y el nombre de la especie «gularis», en latín moderno significa ‘de la garganta’.

### Taxonomía
Antiguamente estuvo aislada en un género monotípico Agapeta. Es monotípica.